# ソフトドリンク

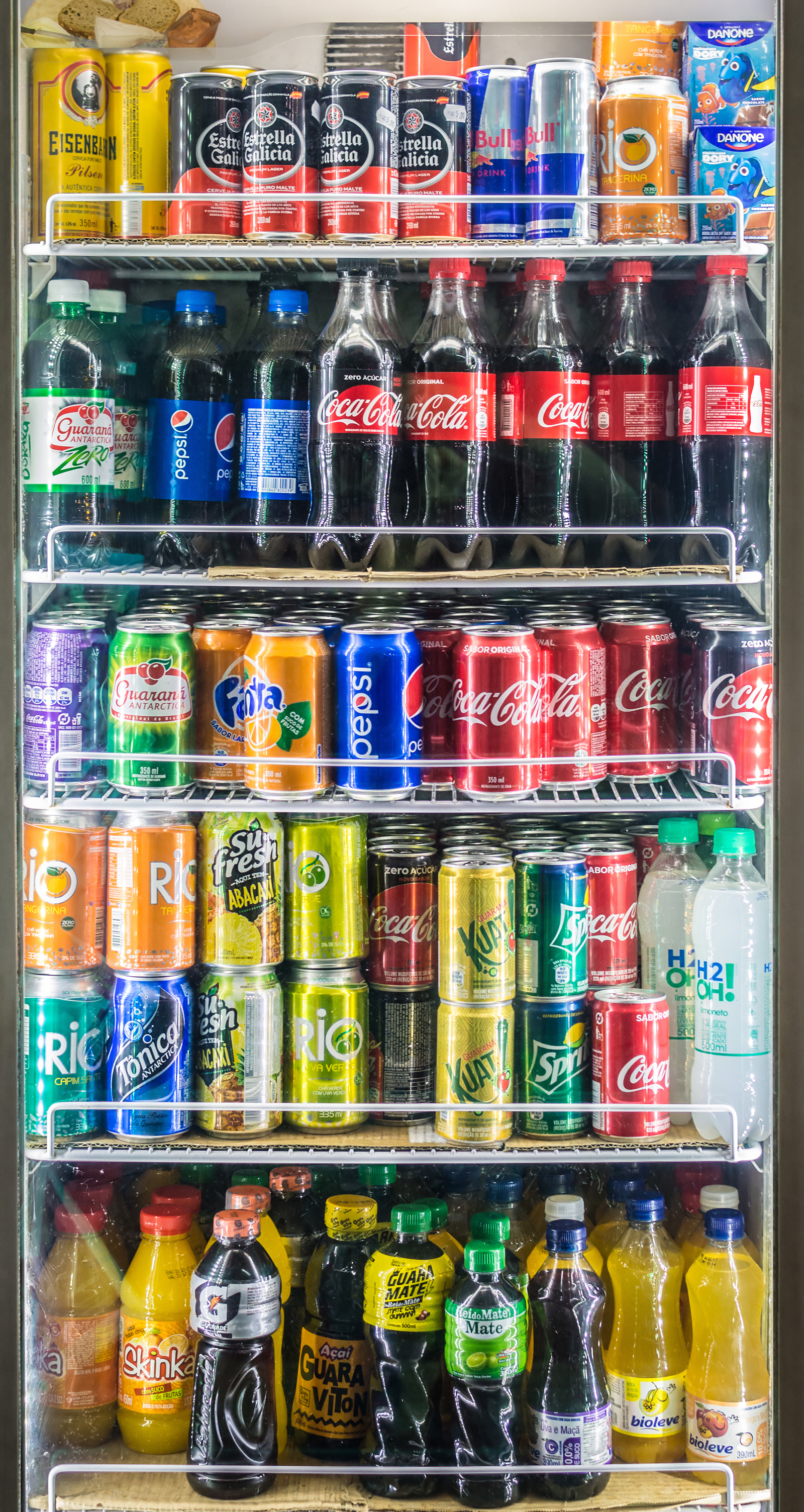
ブラジルのスーパーの店頭に並ぶソフトドリンク

ソフトドリンク（soft drink）は、アルコールを含まない、あるいは微量（1%未満）のアルコールを含む飲料である。
アメリカでは、ソフトドリンクは一般に炭酸飲料を指し、ジュース、ミネラルウォーター等はフードドリンクに分類されている。またイギリスではアメリカとほぼ同様だが、茶飲料、コーヒー飲料、および野菜ジュースはソフトドリンクからは除外されている。ドイツでは、果汁飲料およびミネラルウォーターを含み、またネクター（果肉飲料）をジュースに分類している。
アルコール分はないがアルコールテイストのある飲料は、「ノンアルコール飲料」と呼ばれ区別される。

## ソフトドリンクの例

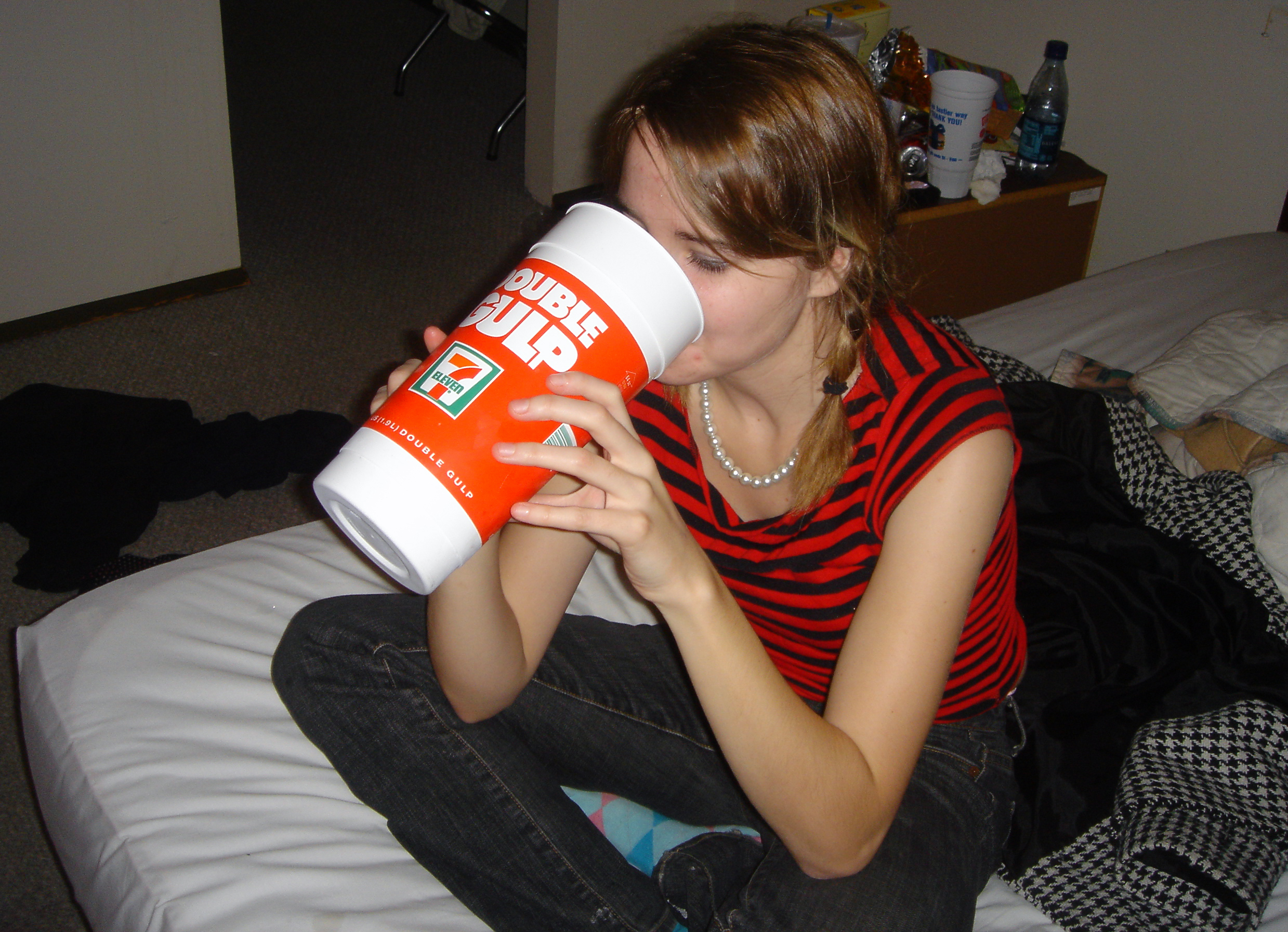
特大サイズ

社団法人日本清涼飲料工業会・社団法人日本炭酸飲料検査協会による分類
- ジュース（果汁100%、もしくは果汁50%以上の野菜ミックスジュース） - 農林物資の規格化及び品質表示の適正化に関する法律（JAS法）による定義
  - オレンジジュース
  - グレープフルーツジュース
- 清涼飲料水
  - 茶系飲料
    - 烏龍茶
    - 紅茶
    - そば茶
    - 杜仲茶
    - 麦茶
    - 緑茶飲料（日本茶、中国緑茶）
    - 各種ブレンド茶

  - 果実系飲料
    - エード

  - スポーツドリンク
- 炭酸飲料
  - コーラ
  - サイダー
  - ジンジャーエール
- コーヒー
  - 各種ホットコーヒー、アイスコーヒー
  - コーヒー飲料
- 液体の乳製品
  - 牛乳 - 加工乳
  - 飲むヨーグルト
  - 乳飲料
    - コーヒー牛乳

  - 乳酸菌飲料
- その他
  - 甘酒
  - ミネラルウォーター
  - 各種野菜ジュース
    - トマトジュース
    - 野菜ミックスジュースなど